# Лукино (Красноярский край)
Лукино — деревня в Берёзовском районе Красноярского края России. Входит в состав Зыковского сельсовета. Находится на берегах реки Быстрая (приток реки Берёзовки), примерно в 7 км к югу от районного центра, посёлка Берёзовка, на высоте 252 метров над уровнем моря.

## Население
| 1989 | 2002 | 2010 |
| ---- | ---- | ---- |
| 252  | ↘227 | ↘210 |

Гендерный состав
По данным Всероссийской переписи населения 2010 года 104 мужчины и 106 женщин из 210 чел.

## Улицы
Уличная сеть деревни состоит из 3 улиц.